# Homem de Marree

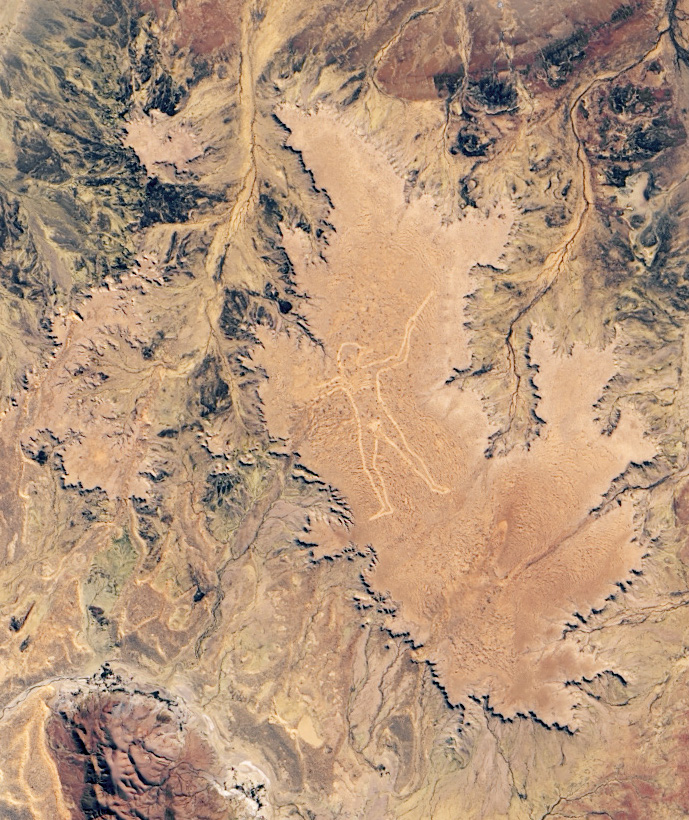
Imagem de satélite do Homem de Marree.

O Homem de Marree, ou Gigante de Stuart, é um geoglifo moderno cujas circunstâncias de sua criação ainda não foram determinadas. Parece representar um homem indígena australiano caçando com um bumerangue ou bastão. Encontra-se em um planalto em Finnis Springs, 60 km a oeste do município de Marree, no centro da Austrália Meridional. Está localizado logo ao lado da Woomera Test Range.
A figura tem 2,7 km de altura com um perímetro de 28 quilômetros. Embora seja um dos maiores geoglifos do mundo (possivelmente o segundo depois das linhas de Sajama, na Bolívia), sua origem permanece um mistério, sem nenhuma responsabilidade por sua criação nem nenhuma testemunha ocular tendo sido encontrada, não obstante a escala da operação necessária para formar o contorno no solo do planalto. A descrição "Gigante de Stuart" foi usada em faxes anônimos enviados à mídia em comunicados de imprensa em julho de 1998, em uma referência ao explorador John McDouall Stuart. Foi descoberto fortuitamente por um piloto em um voo fretado em 26 de junho de 1998.
Pouco depois de sua descoberta, o local foi fechado pelo governo da Austrália Meridional após uma ação legal tomada por requerentes da reserva indígena, mas os voos na região não foram proibidos sob a jurisdição do governo federal do país.